# Melanocharis
Melanocharis Sclater, 1858 è un genere di uccelli passeriformi della famiglia Melanocharitidae.

## Etimologia
Il nome scientifico del genere, Melanocharis, deriva dall'unione delle parole greche μελανος (melanos, "nero") e χαρις (kharis, "grazia"), col significato di "grazioso e di colore nero", in riferimento alla livrea di parte delle specie: generalmente le specie ascritte al genere vengono conosciute col nome comune collettivo di beccabacche.

## Descrizione
Al genere vengono ascritti uccelli di piccole dimensioni (11–14 cm), dall'aspetto paffuto e massiccio, muniti di testa allungata, becco sottile e di media lunghezza, forti zampe e coda di media lunghezza, più lunga in alcune specie (come il beccabacche coda a ventaglio, che ad essa deve il nome comune, ed il beccabacche pettolimone, che ad essa deve il nome scientifico).
Il piumaggio è piuttosto sobrio, di colore bruno-nerastro dorsalmente (talvolta con riflessi metallici) e più chiaro su gola ed area ventrale: fa eccezione il beccabacche striato, nel quale anche l'area dorsale tende al verde oliva. In quest'ultima specie, oltre che nel beccabacche coda a ventaglio, è presente (caso unico fra gli uccelli canori) dimorfismo sessuale "inverso", poiché sono le femmine ad essere mediamente più grandi e robuste rispetto ai maschi.

## Biologia
Si tratta di uccelli molto vivaci, dalle abitudini diurne, che vivono da soli o in coppie, talvolta associandosi a stormi misti: sono abitatori del sottobosco e degli alberi di media altezza, sebbene raramente si sentano i loro richiami fischianti anche dalla canopia.
La dieta delle specie ascritte al genere si compone (come del resto intuibile dal loro nome comune di "beccabacche") di bacche e piccoli frutti maturi, pur constando di una componente insettivora la cui percentuale non è ancora stata appurata.
I beccabacche sono uccelli monogami che sembrano riprodursi durante tutto l'arco dell'anno. La nidificazione è stata osservata molto raramente e in una sola specie (il beccabacche nero): la femmina si occupa da sola della costruzione del nido (a forma di coppa, costruito con fibre vegetali, soprattutto felci, sulla biforcazione del ramo terminale di un albero, e tenuto insieme con ragnatela e licheni), e cova le uova (solitamente uno-due) da sola, mentre i pulli vengono accuditi da ambedue i partner.

## Distribuzione
Il genere è endemico  della Nuova Guinea ed alle isole circonvicine (col beccabacche nero che abita anche le isole Aru): i beccabacche sono abitatori delle aree quasi inaccessibili di foresta pluviale montana e foresta nebulosa, con l'eccezione del già citato beccabacche nero, che invece popola le aree pianeggianti e pedemontane.

## Tassonomia
Al genere vengono ascritte cinque specie:
Genere Melanocharis
- Melanocharis arfakiana (Finsch, 1900) - beccabacche oscuro
- Melanocharis nigra (Lesson, 1830) - beccabacche nero
- Melanocharis longicauda Salvadori, 1876 - beccabacche pettolimone
- Melanocharis versteri (Finsch, 1876) - beccabacche coda a ventaglio
- Melanocharis striativentris Salvadori, 1894 - beccabacche striato

Per lungo tempo, il genere è stato classificato fra i Dicaeidae: le analisi del DNA molecolare effettuate negli anni '90, tuttavia, ne evidenziarono un'inaspettata affinità molto stretta coi beccolungo dei generi Toxorhamphus e Oedistoma (anzi Oedistoma risulterebbe più affine a Melanocharis che a Toxorhamphus), coi quali (assieme al beccabacche maculato, talvolta ascritto anch'esso a Melanocharis) costituiscono una famiglia a sé stante, i Melanocharitidae.